# Franklin (Wisconsin)
Franklin is een plaats (city) in de Amerikaanse staat Wisconsin, en valt bestuurlijk gezien onder Milwaukee County.

## Demografie
Bij de volkstelling in 2000 werd het aantal inwoners vastgesteld op 29.494. In 2006 is het aantal inwoners door het United States Census Bureau geschat op 33.812, een stijging van 4318 (14,6%).

## Geografie
Volgens het United States Census Bureau beslaat de plaats een oppervlakte van 89,9 km², waarvan 89,7 km² land en 0,2 km² water.

## Plaatsen in de nabije omgeving
De onderstaande figuur toont nabijgelegen plaatsen in een straal van 12 km rond Franklin.